# OR4A5
OR4A5 (англ. Olfactory receptor family 4 subfamily A member 5) – білок, який кодується однойменним геном, розташованим у людей на короткому плечі 11-ї хромосоми. Довжина поліпептидного ланцюга білка становить 315 амінокислот, а молекулярна маса — 34 915.
| 10         |  | 20         |  | 30         |  | 40         |  | 50         |
| ---------- |  | ---------- |  | ---------- |  | ---------- |  | ---------- |
| MRQNNNITEF |  | VLLGFSQDPG |  | VQKALFVMFL |  | LTYLVTVVGN |  | LLIVVDIIAS |
| PSLGSPMYFF |  | LACLSFIDAA |  | YSTTISPKLI |  | VGLFCDKKTI |  | SFQGCMGQLF |
| IDHFFGGAEV |  | FLLVVMACDR |  | YVAICKPLHY |  | LTIMNRQVCF |  | LLLVVAMIGG |
| FVHSAFQIVV |  | YSLPFCGPNV |  | IVHFSCDMHP |  | LLELACTDTY |  | FIGLTVVVNS |
| GAICMVIFNL |  | LLISYGVILS |  | SLKTYSQEKR |  | GKALSTCSSG |  | STVVVLFFVP |
| CIFIYVRPVS |  | NFPTDKFMTV |  | FYTIITHMLS |  | PLIYTLRNSE |  | MRNAIEKLLG |
| KKLTIFIIGG |  | VSVLM      |  |            |  |            |  |            |

A: Аланін

C: Цистеїн

D: Аспарагінова кислота

E: Глутамінова кислота

F: Фенілаланін

G: Гліцин

H: Гістидин

I: Ізолейцин

K: Лізин

L: Лейцин

M: Метіонін

N: Аспарагін

P: Пролін

Q: Глутамін

R: Аргінін

S: Серин

T: Треонін

V: Валін

Кодований геном білок за функціями належить до рецепторів, g-білокспряжених рецепторів, білків внутрішньоклітинного сигналінгу. 
Локалізований у клітинній мембрані.